# 秦末民变
秦末民變（前209年七月－前207年十月）指中國秦朝末年群雄起兵反秦之戰爭，又称秦末农民战争或秦末农民起义。秦滅楚後楚人思念故國，流行「楚雖三戶，亡秦必楚」之說。秦始皇死後一年，陳勝、吳廣率先於大澤鄉起義，其後各地響應，其中原楚國項羽和劉邦領導的兩支軍力最強。前208年十一月至前207年七月，項羽率諸侯聯軍鉅鹿消滅秦軍主力以及劉邦大破藍田秦軍最後一支主力。前207年十月，秦王子嬰向劉邦投降，秦朝滅亡。項羽成為共主，分封天下。隨後楚漢戰爭爆發，以劉邦戰勝項羽、建立漢朝結束。

## 背景
秦滅六國之後，秦朝對山東六國故地施行苛刻統治，又大量徵發原六國人民到邊疆地區和首都咸陽進行各種大型基建工作，一律以死刑懲罰誤期者，民眾遂產生不滿情緒，始皇則以巡遊天下來展示威信，但途中駕崩，趙高發動了沙丘之變，聯合李斯矯詔，殺死長子扶蘇，改立始皇幼子胡亥繼位，胡亥無能，趙高專政，將胡亥架空為傀儡，政治黑暗，以言入罪，並大誅秦朝宗室與朝廷大臣，引起朝中官員恐慌，使忠臣不敢諫，智士不敢謀。民眾、官吏的不滿和恐懼使變亂迅速爆發，最終傾覆了秦朝。

## 過程

### 大泽乡起义
根据汉司马迁在《史记》中的记载，秦二世元年（前209年）七月，陳勝、吳廣為屯長（小軍官），與戍卒九百人前往漁陽（今北京密雲縣）途中，在大澤鄉（今安徽宿縣）被大雨延誤行程，陳、吳二人先是製造鬼神異象，接著以「秦朝法律規定失期者斬」為說辭，煽動戍卒反秦，立國，號為「張楚」（即張大楚國之意），各地紛紛響應。
吳廣率兵圍攻滎陽（今河南滎陽東北古滎鎮），久攻不下，其部將田臧與吳廣意見相左，刺殺了吳廣。陳勝礙於形勢，不懲處田臧，反賜“楚令尹印，使為上將”，全權抵擋秦國猛將章邯。九月，陳勝派大將周章率起義軍主力進攻關中，因孤軍深入，遇章邯反撲，周章陣亡，不久陳勝敗退，十二月，遭車夫莊賈刺殺而死。

### 六國復國
趙國
前209年八月，陳勝起義軍將領武臣佔領趙國舊地之後，自立門戶，自封為趙王。武臣與部將李良發生內鬨，被李良所殺，前208年正月，武臣舊部張耳、陳餘立原趙國後裔趙歇為王。秦亡後，趙歇被封為代王，張耳被封為恒山王。
燕國
前209年九月，武臣派韓廣攻略燕國舊地，韓廣自立為燕王，恢復燕國。秦亡後，被項羽封為遼東王。
魏國
陳勝起義稱王，被秦朝廢為庶人的原魏國寧陵君魏咎，前來追隨。陳勝派魏國人周巿帶兵奪取魏國舊地。成功後，周巿堅拒魏國人擁戴稱王，從陳勝處迎回魏咎，立他為王，周巿為宰相。前209年十二月，魏國於焉復國。後魏咎被秦軍困於臨濟，周巿及齊楚援軍均被秦軍擊敗，前208年六月，魏咎向秦兵投降，為了城中百姓不被屠殺，約定自焚。其弟魏豹逃往楚國，秦亡后，被項羽封为西魏王。
齊國
魏國人周巿平定了魏國舊領地之後，繼續東進到齊國舊地狄縣。狄縣縣令率軍民固守縣城。前209年十月，原田齊公族田儋和堂弟田榮，趁機率領家奴，殺死狄縣令，田儋以齊王之宗室，自立為王，收奪了齊國舊地。後田儋在救援魏國的軍事行動中陣亡。秦亡後，項羽封田儋之子田市為膠東王。
楚国
前209年（秦二世元年）九月，楚國名將項燕後人項梁與姪兒項羽，殺死會稽郡守殷通於郡治吳縣（今江蘇省蘇州），號召楚國遺民起兵反秦起義，得精兵八千餘人。項梁、项羽率八千精兵渡長江北上，勢如破竹，連敗秦軍，一路上吸收多支反秦軍，人數迅速擴大到六、七萬人。當時泗水郡沛縣亭長劉邦，押送囚犯前往驪山營造陵墓，很多刑徒逃亡了，劉邦不想被處罰，索性也放了沒有逃亡的囚犯，並與之一起逃到芒、碭一帶的山區裡。陳勝、吳廣起兵後，劉邦聯合沛縣官員蕭何、曹參等人殺死沛縣縣令，自命為「沛公」，開始反秦，劉邦所領導的起義軍迅速發展到幾千人，並投奔項梁。前208年六月，項梁因范增之言，因為陳勝已敗死於章邯之手，項梁在民間找到楚懷王之孫熊心，立為楚王，仍號懷王，即楚後懷王。
韓國
項梁復楚之後，其謀士，原韓國人張良鼓動項梁恢復韓國，並推薦原韓國公子橫陽君韓成。項梁派張良找到韓成，前208年六月，攻占韓國舊地，立韓成為韓王，韓國復國。秦亡後，項羽繼續封韓成為韓王。

### 章邯鎮壓
秦將章邯擊破陳勝後，移師攻魏，前208年六月，齊王田儋率兵救魏，兵敗被殺，魏王魏咎也被秦兵逼迫，自焚而死。七月，秦丞相李斯被殺。章邯進攻齊將田榮，項梁率軍救援，九月在定陶之戰中戰死。

### 鉅鹿之戰
前208年閏九月，章邯敗項梁後，率軍渡河北擊趙，秦軍困趙王歇於鉅鹿。楚後懷王命宋義、項羽率軍北上救趙，劉邦帶兵西進。十一月，項羽兵變殺死宋義，獨領兵權並與秦軍展開激戰，項羽跟諸侯聯軍在鉅鹿戰勝王離統帥的秦軍。前207年（秦二世三年）四月，章邯派司馬欣向咸陽請求援兵，但趙高不允，並派人追殺司馬欣。五月，司馬欣回到軍營後告訴章邯，朝廷已被趙高控制，「將軍有功亦誅，無功亦誅。」六月，項羽楚軍大敗秦軍於三戶津和汙水。七月，章邯擔心趙高迫害，遂與司馬欣、董翳率秦軍約20萬眾於殷墟向項羽投降。

### 劉邦滅秦
與鉅鹿之戰同時，前208年十二月，劉邦「救趙至栗，得皇訢、武蒲軍。與秦軍戰，破之。」前207年二月，劉邦用酈食其策，襲陳留，軍得秦積粟。
劉邦在潁川郡休整了約兩個月，為攻打武關做準備。前207年六月，劉邦在陽城（潁川郡陽城縣，在洛陽東南四點鐘方向約50公里），收集軍中馬騎。劉邦留韓王成守陽翟（潁川郡治所），與張良向南進軍。劉邦軍在犨縣（潁川郡陽城縣南約80公里）東面與南陽郡守呂齮交戰，曹參攻陷敵陣，大破齮軍，呂齮退守南陽郡治所宛城。七月，劉邦引兵經過宛城西進。劉邦趁夜率兵從另一條道路返還，偃匿旗幟，人銜枚，馬束舌，待至天明，圍了宛城三圈，呂齮投降。
八月，攻破武關（酈縣西約180公里），西進關中秦地。九月，劉邦在藍田擊敗秦朝最後一支大軍。十月，到達灞上（今陝西西安東），秦王子嬰白馬素車，向劉邦投降，秦朝滅亡。

## 后续

### 項羽分封天下
項羽在秦將章邯投降後，率兵向咸陽進發，殺了秦三世子嬰，並火燒秦宮殿。前206年，項羽尊楚懷王為「義帝」，實際把義帝視為傀儡，自行分封十八諸侯，自封「西楚霸王」，封劉邦為漢王，轄漢中、巴、蜀之地，治南鄭（今陝西漢中）。

### 楚漢戰爭
同年，田榮率軍殺田市，逐田都，自立為齊王。然後援助陳餘擊敗恒山王張耳，重迎趙王歇，恢復趙國。項羽率軍鎮壓。劉邦趁機「暗渡陳倉」，挺進三秦，開始了長達五年的楚漢戰爭。最終劉邦擊敗項羽，建立漢朝。